# 麥柯里 (密蘇里州)
麥柯里（英語：McCurry）是位於美國密蘇里州金特里縣的非建制地區。

## 歷史
麥柯里的郵局於1879年設立，其後於1901年停運。

## 地理
麥柯里所處的海拔為高於海平面261米（即856英呎），而該地所採用的時區為UTC-6，即北美中部時區（CST）。同時該地設有夏令時間，為UTC-6調快一小時，即UTC-5（CDT）。